# Welling, Mayen-Koblenz
Welling là một đô thị thuộc huyện Mayen-Koblenz bang Rheinland-Pfalz, phía tây nước Đức. Đô thị Welling, Mayen-Koblenz có diện tích 6,8 km², dân số thời điểm ngày 31 tháng 12 năm 2006 là 889 người.